# Saunajärvi (sjö i Finland, Lappland, lat 66,53, long 26,32)
Saunajärvi är en sjö i Finland. Den ligger i kommunen Rovaniemi i landskapet Lappland, i den norra delen av landet, 700 km norr om huvudstaden Helsingfors. Saunajärvi ligger 146 meter över havet. Arean är 26,9 hektar och strandlinjen är 2,76 kilometer lång. Sjön  ingår i Kemi älvs huvudavrinningsområde. 